# Jager
Jager je priimek več znanih oseb:
- Cornelis de Jager (1921—2021), nizozemski astroniom
- Darko Jager, slovenski oboist
- Eric Jager (*1957), ameriški literarni kritik in strokovnjak za srednjeveško literaturo
- Francis Jager (1869—1941), slovensko-ameriški teolog in čebelar
- Franc Jager (*1947), slovenski podjetnik, ustanovitelj trgovin Jager/Jagros
- Franc Jager (*1957), računalničar, univ. prof.
- Ivan (John) Jager (1871—1959), slovensko-ameriški arhitekt in urbanist
- Irena Jager Agius, pravnica
- Jože Jager (1929—?), politik, sindikalist
- Mateja Jager, grafična obliokovalka (tekstilij) v Walesu
- Matjaž Jager, pravnik, kriminolog, filozof? univ. prof.
- Petra Jager
- Simon Jager
- Robert Jager (*1939), ameriški skladatelj
- Vasja Jager, novinar
- Vili Jager (1915—1996), slovenski novinar, politik